# 2S1 Gvozdika
2S1 Gvozdika (tiếng Nga: 2С1 "« Гвоздика "," Hoa cẩm chướng '), cũng được gọi là SU-122 trong biên chế của Việt Nam, là một loại lựu pháo tự hành của Liên Xô dựa trên cơ sở xe tăng hạng nhẹ PT-76 nhưng thay vào đó là pháo 2A18 122mm, thật ra khung gầm của 2S1 lại là xe bọc thép chở quân MT-LB, chỉ có kết cấu thiết kế của 2S1 dựa trên xe tăng PT-76 mà thôi. Nó được Cục Tên lửa và Pháo binh thuộc Bộ quốc phòng Liên Xô (GRAU) đặt tên là 2S1 Gvozdika.

## Sản xuất
Phiên bản 2S1 đầu tiên ra đời năm 1969. Nó trang bị tại Liên Xô năm 1970 và nước đầu tiên ngoài Liên Xô sử dụng 2S1 là Ba Lan, nó được đưa vào sử dụng trong quân đội Ba lan vào năm 1974. Quân đội Mỹ và NATO gọi nó là pháo M1974. Các mẫu pháo M1974 vẫn được các nước Bungari, Ba Lan và Nga sản xuất.

## Lịch sử và tính năng
Nguyên mẫu của nó được hoàn thành năm 1969 và được trang bị cho Quân đội Liên Xô vào năm 1970. 2S1 được các nước trong khối xã hội chủ nghĩa tiếp nhận vào năm 1974.Do có khung gầm dựa trên loại xe bọc thép lội nước MT-LB nên 2S1 cũng có thể lội nước với tốc độ chậm 4,5 km/h.
Với pháo 122mm nó có nhiệm vụ tiêu diệt và chế áp lực lượng cơ động, các hỏa điểm của bộ binh, phá hủy các loại công sự dã chiến, vượt qua các bãi mìn, các chướng ngại vật (hàng rào thép gai), đấu lại các loại pháo, súng cối và phương tiện bọc thép của đối phương.

## Các quốc gia sử dụng

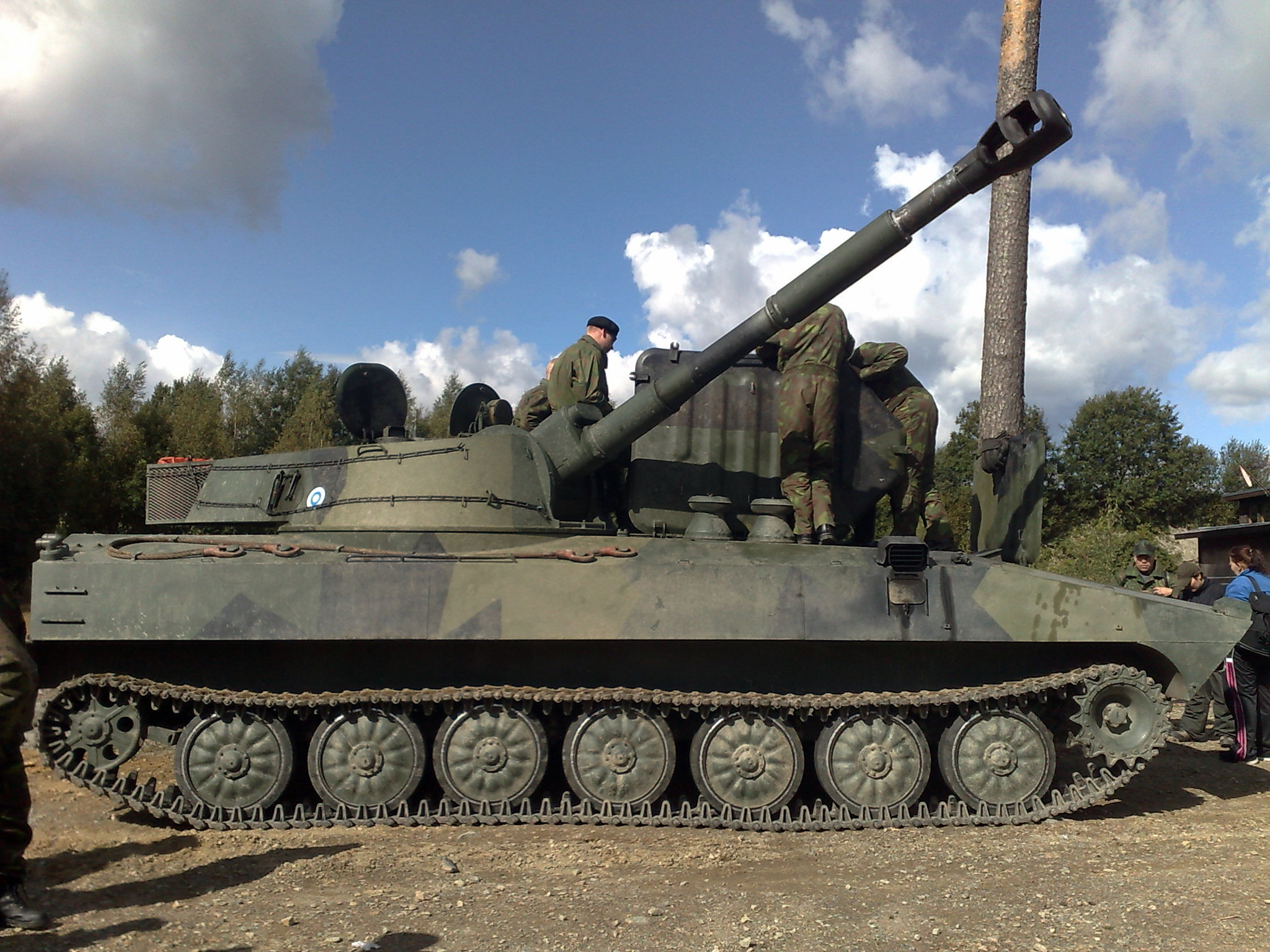
2S1

### Các quốc gia còn sử dụng
- Algeria – 140 tính đến 2024 [3]
- Angola− 9+ tính đến 2024[4]
- Armenia– 9 tính đến 2024[5]
- Azerbaijan − 68 tính đến 2024[6]
- Bosnia và Herzegovina - 5
- Belarus - 246
- Bulgaria - 506
- Cuba
- Croatia - 10
- Eritrea - 20
- Ethiopia
- Finland - 72
- Georgia 48
- Ấn Độ -110
- Iran
- Iraq-Số lượng khônng xác định [7]
- Kazakhstan - 10
- Kurdistan [8]
- Libya
- Ba Lan - 533
- Nam Ossetia
- Serbia - 72
- Slovakia - 49
- Syria - 400
- Nga - 622 [2]
- Ukraine - 638
- Uruguay - 6
- Uzbekistan
- Việt Nam[9]
- Yemen

### Các nước từng sử dụng
- Cộng hòa Séc
- Tiệp Khắc
- Đông Đức
- Hungary
- Romania
- Slovenia
- Liên Xô
- Nam Tư

## Các cuộc xung đột
- Chiến tranh Chechnya lần thứ nhất
- Chiến tranh Nam Ossetia 2008
- Chiến tranh vùng Vịnh (lần 1-2)
- Chiến tranh Kosovo
- Chiến tranh Chechnya lần thứ hai
- Nội chiến Libya (2011)